# Reeves Plateau
Reeves Plateau är en platå i Östantarktis. Australien gör anspråk på området.